# Triommata coccotroctes
Triommata coccotroctes är en tvåvingeart som beskrevs av Barnes 1931. Triommata coccotroctes ingår i släktet Triommata och familjen gallmyggor. Inga underarter finns listade i Catalogue of Life.